# Carmelio Conz
Carmelio Conz (Cittadella, 26 agosto 1917 – Cittadella, 14 marzo 1991) è stato un antifascista e partigiano italiano.
Dal marzo 1944 a maggio 1945 nella 1ª Brigata Damiano Chiesa.

## Biografia
Figlio maggiore di Rosalia Giacon e dell’artigiano calzolaio Giulio Conz. Suo padre, componente del direttivo del partito Socialista di Cittadella, subì angherie e vessazioni da parte di comunisti e fascisti, per l’occasione alleati, tanto da essere costretto, per cercare di migliorare la propria esistenza, a emigrare nel febbraio 1927 in Argentina, dove però morì l’8 ottobre 1930, lontano dalla moglie e dai suoi quattro figli. I tre fratelli di Carmelio erano: Giovanni, Bruno e Ida. Nonostante la perdita del padre, immediatamente Carmelio e i suoi fratelli ebbero forte solidarietà dalla famiglia tanto che il cugino, Ferdinando Marin, si assunse la tutela di tutti loro.

## Militare
Chiamato alle armi il 31 marzo 1939 presso il 58º Reggimento Fanteria.
Il 20 aprile 1942 viene trasferito con il grado di sergente presso il comando fanteria Divisionale Motorizzata "Piave",
cinque mesi dopo settembre 1942, collocato in congedo illimitato. Dopo solo cinque mesi il 22 febbraio 1943 viene richiamato alle armi e il 4 giugno 1943 trasferito presso la Divisione Corazzata "Ariete" con la quale partecipa alle operazioni di guerra svoltesi nello scacchiere mediterraneo con il comando della Divisione "Ariete" quale interessato alla difesa costiera.
Ha partecipato dopo l'8 settembre alle operazioni di guerra svoltesi nel territorio di Roma contro i tedeschi con il comando divisione "Ariete" sotto il diretti ordini del Generale Raffaele Cadorna.
Sbandatosi in seguito agli eventi sopravvenuti all'armistizio dell'8 settembre 1943. Considerato in servizio dal 9 settembre 1943 al 10 marzo 1944 (circ.318 lg.m. 1945) ha fatto parte dal 10 marzo 1944 al 01 maggio 1945 della formazione partigiana "Brigata Damiano Chiesa" di Cittadella assumendo la qualifica gerarchica di partigiano combattente. Equiparato a tutti gli effetti escluso il compimento degli obblighi di leva per il servizio partigiano anzidetto ai militari volontari che hanno operato in unità regolari delle forze armate nella lotta di liberazione (D.L.06.04.1946 n°93). Collocato in congedo illimitato 01 ottobre 1945.

## Onorificenze

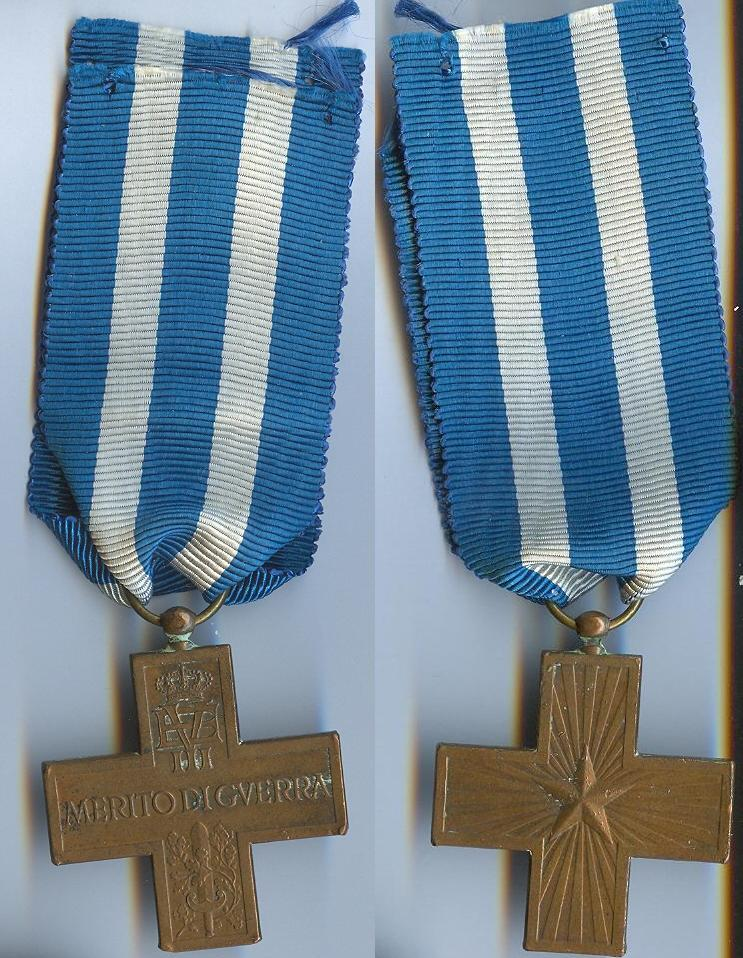

Decorato della Croce al merito di guerra in virtù del R.D. del 14 dicembre 1942 N.1729 e della circolare 16 del 1948 per attività partigiana con determinazione del Distretto Militare di Padova in data 21 settembre 1969 di concessione 18059/1.

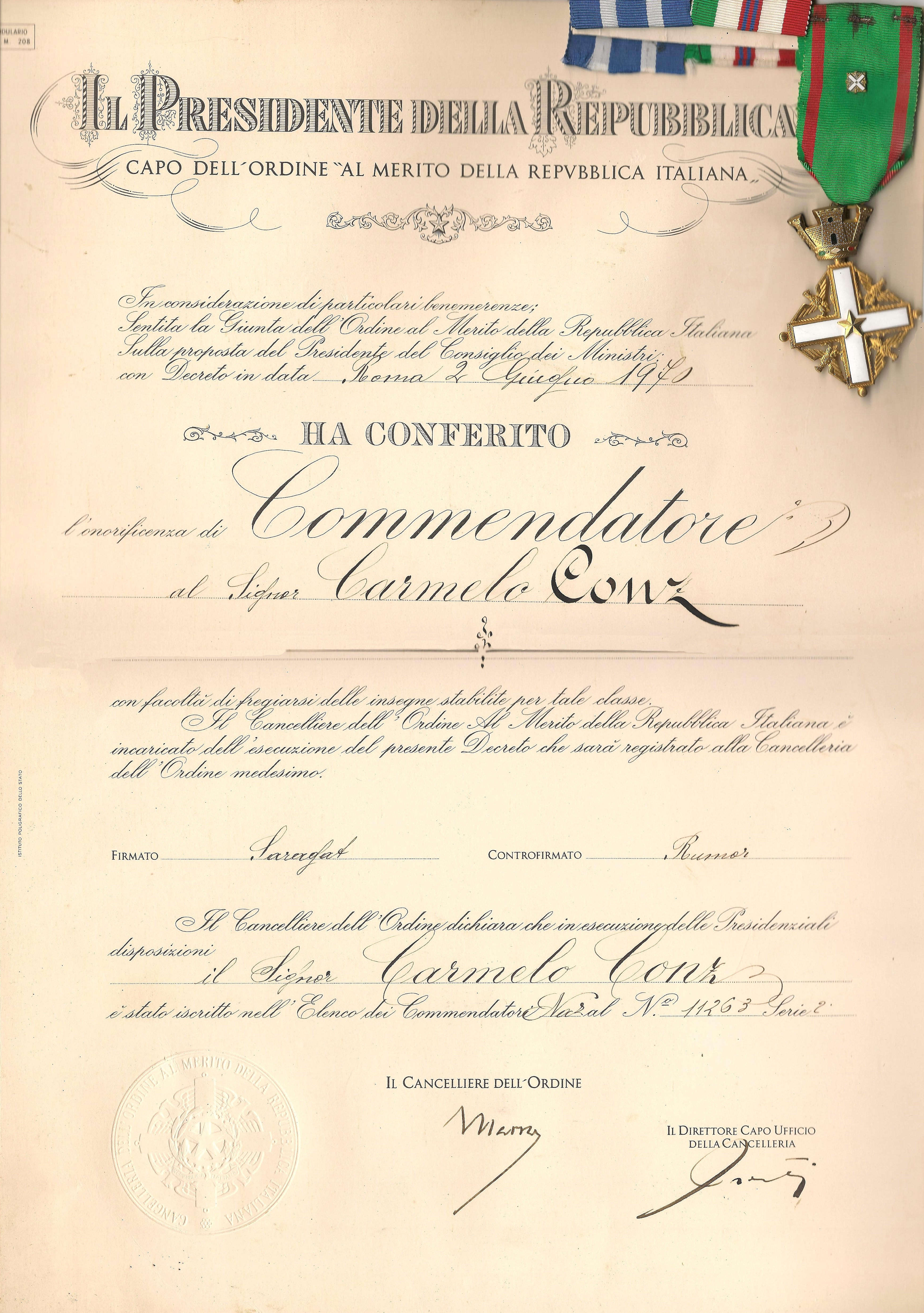

Commendatore Ordine al Merito della Repubblica Italiana (OMRI)  con decreto in data 2 giugno 1970  (firmato: Presidente della Repubblica Italiana Giuseppe Saragat - controfirmato Mariano Rumor). Iscritto elenco Commendatori Nazionali, al N.11263 serie 2.